# Billy Ray Cyrus

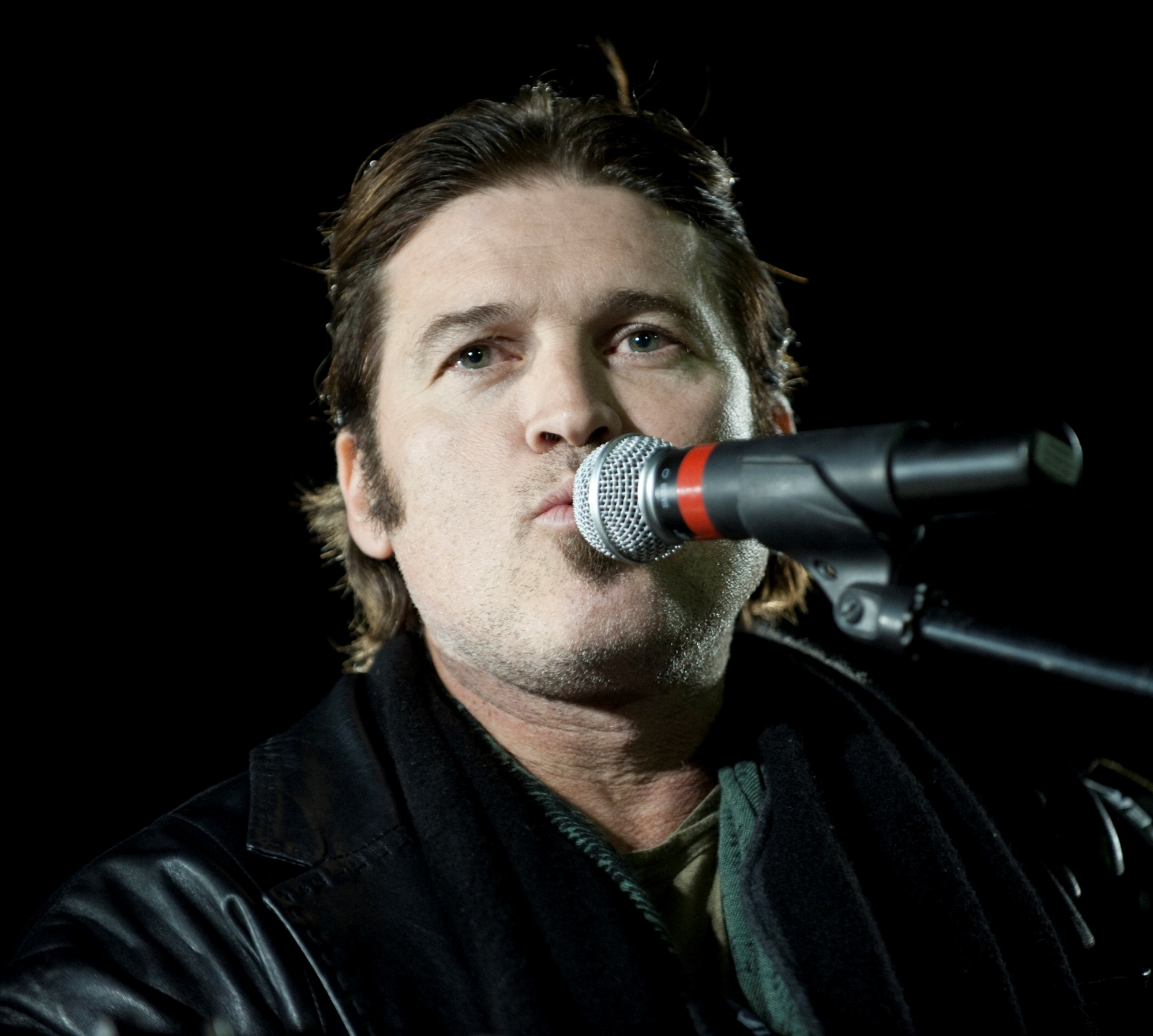
Billy Ray Cyrus (2009)

William Ray „Billy“ Cyrus (* 25. August 1961 in Flatwoods, Kentucky) ist ein US-amerikanischer Country-Sänger und Schauspieler. Er hatte seinen Durchbruch 1992 mit dem Lied Achy Breaky Heart, der fünf Wochen Platz eins der amerikanischen Country-Charts belegte. Er ist der Vater von Miley Cyrus.

## Privatleben
Billy Ray Cyrus wurde 1961 in Kentucky als Sohn von Ron Cyrus, einem späteren Abgeordneten im Repräsentantenhaus von Kentucky, und Ruth Ann Casto (1937–2022) geboren. Cyrus hat einen Bruder und drei Schwestern. In seiner Jugendzeit wollte er Baseball-Profi werden. Durch ein Baseball-Stipendium konnte er ein Studium am Georgetown College absolvieren. Von 1986 bis 1991 war Cyrus mit Cindy Smith verheiratet, die an Songs zu seinem Debütalbum mitschrieb. Nach einer Kurzzeit-Beziehung mit der Kellnerin Kristin Luckey kam 1992 sein erster Sohn zur Welt.
Einige Wochen zuvor hatte er beim Dreh eines Musikvideos Leticia „Tish“ Finley kennengelernt, die darin als Tänzerin zu sehen ist. Sie heirateten 13 Monate nach der Geburt der gemeinsamen Tochter Miley Cyrus (* 1992). Tish brachte Trace Cyrus (* 1989) und Brandi Cyrus (* 1987) mit in die Ehe, die Cyrus adoptierte. Aus der Ehe gingen noch Braison Cyrus (* 1994) und Noah Cyrus (* 2000) hervor.
Wegen der Dreharbeiten für Hannah Montana zog Cyrus mit seiner Familie nach Kalifornien. Zunächst wohnten sie in La Cañada Flintridge und ab 2008 in Toluca Lake. Anfang 2006 starb sein Vater an Lungenkrebs. Im Dezember 2009 stattete Cyrus den US-Truppen im Irak einen Besuch ab. Das Ehepaar Cyrus reichte im Herbst 2010 die Scheidung ein. Im Frühjahr 2011 versöhnten sie sich und zogen die Scheidung zurück. Im April 2022 ließ sich das Paar endgültig scheiden. Im November desselben Jahres gab er die Verlobung mit seiner neuen Partnerin, der Sängerin Firerose, bekannt, die er im Oktober 2023 heiratete.
Am 22. Mai 2024 reichte Cyrus die Scheidung von Firerose ein. Als Grund für die Scheidung nannte das Paar unüberbrückbare Differenzen sowie unangemessenes eheliches Verhalten. Cyrus bat das Gericht außerdem, die Ehe für ungültig zu erklären, da sie angeblich durch Betrug zustande gekommen sei. Am 5. August 2024 wurde die Scheidung vollzogen.

## Karriere

### Musiker

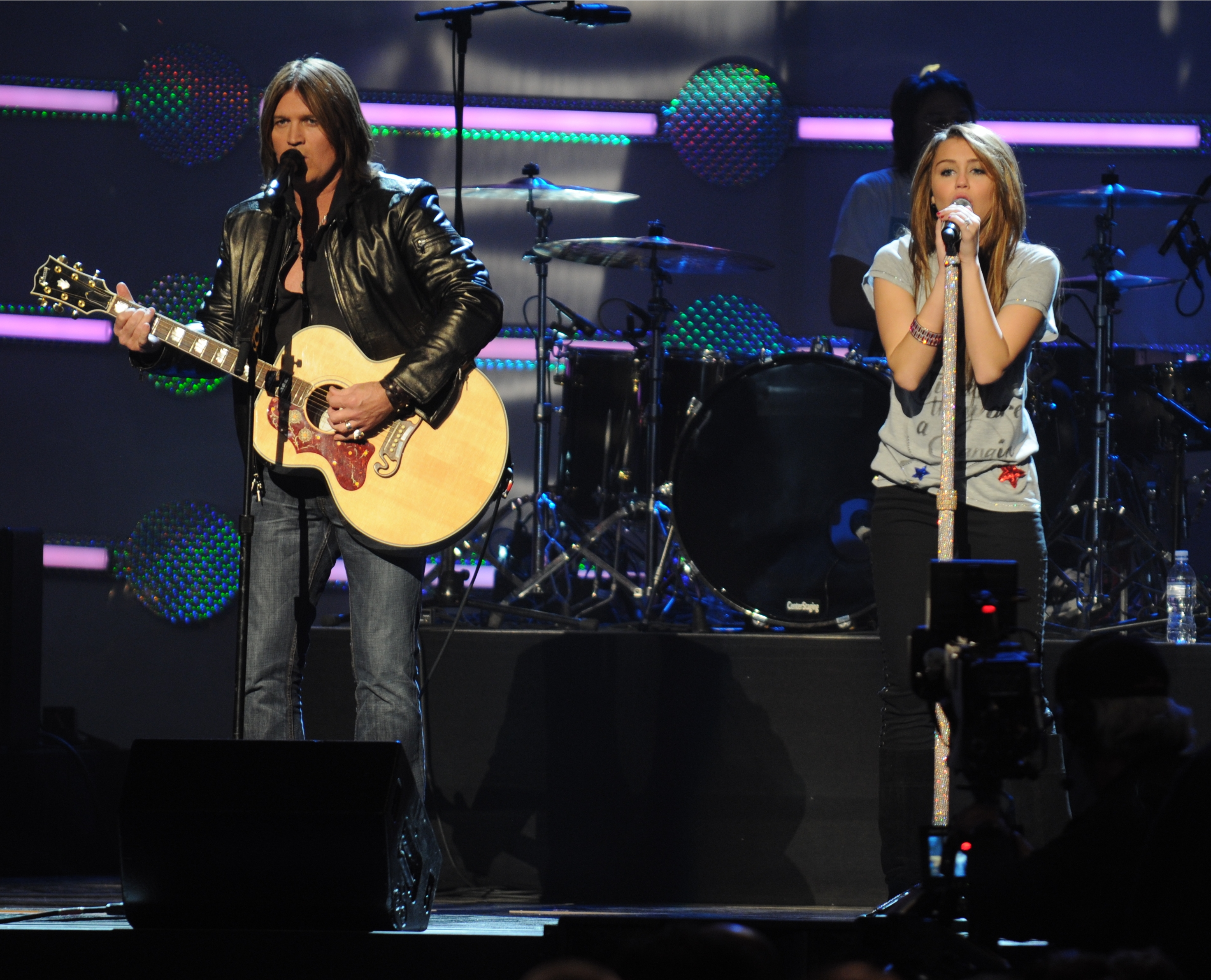
Billy Ray Cyrus mit Tochter Miley (2009)

Während seines Studiums am Georgetown College entdeckte Cyrus seine Liebe zur Musik und kaufte sich eine Gitarre. Er gründete zusammen mit seinem Bruder die Band Sly Dog und hoffte auf Engagements. 1982 wurden sie als Hausband in einem Club in Ironton in Ohio gebucht. Ein Hausbrand zerstörte 1984 alle Instrumente der Band. Danach zog Cyrus nach Los Angeles, in der Hoffnung, seine Karriere dort voranzutreiben. Er kehrte dann nach Kentucky zurück und pendelte von dort auf der Suche nach einem Plattenvertrag mehrmals jährlich nach Nashville. Im Sommer 1990 erhielt er dank der Fürsprache von Del Reeves einen Vertrag bei Mercury Records.
Im späten Frühjahr 1992 erschien sein Debütalbum Some Gave All, und einige Wochen vorher die Single Achy Breaky Heart, die auf Anhieb ein großer Erfolg wurde. Der Song erreichte Platz eins der US-Country-Charts, Platz vier der US-Pop-Charts und wurden in vielen weiteren Ländern ein Top-Ten-Hit. Das Album hielt sich 17 Wochen lang an der Spitze der US-Pop-Charts. Alle nachfolgenden Alben konnten nicht mehr an diesen Erfolg anknüpfen.
Die nächsten zwei Alben, It Won’t Be the Last aus dem Jahr 1993 und Storm in the Heartland von 1994, verkauften sich noch recht erfolgreich. Die nachfolgenden Alben Trail of Tears aus 1996 und 1998 Shot Full of Love, waren weniger erfolgreich. Es folgten Anfang der 2000er Jahre die Alben Southern Rain, Time Flies und The Other Side. Dann erhielt Cyrus das Angebot, in der Disney-Serie Hannah Montana an der Seite seiner Tochter Miley mitzuspielen, die sich im Casting gegen Tausend andere Bewerberinnen durchsetzen konnte. Im Zuge der neu gewonnenen Popularität verkauften sich ab 2006 seine weiteren Alben, die bei Disney Records erschienen, wieder deutlich erfolgreicher. Auf diesen, Wanna Be Your Joe, Home at Last und Back to Tennessee, sind auch Duette mit seiner Tochter Miley enthalten.
2010 tat sich Cyrus mit Samantha Maloney (Mötley Crüe, Hole, Eagles of Death Metal) und dem Gitarristen Jamie Miller (theSTART, Snot) zusammen und gründete die Rockband Brother Clyde, deren Debütalbum Lately im August 2010 in den USA erschien. Im Oktober 2012 veröffentlichte Cyrus sein Album Change My Mind. Die erste Single daraus (der Titelsong des Albums) erschien bereits im September 2012.
Im April 2019 erlangte Cyrus erneute Aufmerksamkeit durch eine Kollaboration mit dem amerikanischen Rapper Lil Nas X. Cyrus sang dabei eine Strophe auf dem Remix zu dessen Single Old Town Road, bei der es sich um ein Country-Rap-Crossover handelt. Mit insgesamt 19 Wochen an der Spitze der Billboard Hot 100 wurde Old Town Road zum bis dahin erfolgreichsten Song in der Geschichte der US-Charts. Außerdem wurde das Stück 14-fach mit Platin ausgezeichnet, womit ein weiterer Rekord in den Vereinigten Staaten aufgestellt wurde. Auch in Deutschland, Österreich und der Schweiz erreichte Old Town Road Platz eins der Single-Charts.

### Schauspieler
Neben seiner Tätigkeit als Musiker trat Cyrus auch als Schauspieler in Erscheinung. Erste Schritte in die Schauspielerei hatte er mit Episodenrollen in Die Nanny (1995) und Diagnose: Mord (1997), wo er sich selbst spielte, und in Love Boat (1999). Als seine Musikkarriere stagnierte und sein Vater ihn ermutigte, das Schauspielern zu seinem Hauptberuf zu machen, war er überrascht, als er für den Independent-Actionfilm Deadly Contact – Das Geschäft mit dem Tod (Radical Jack) von 2000 engagiert wurde. Danach spielte er in David Lynchs Film Mulholland Drive (2001) mit. Lynch ermutigte Cyrus weiterzumachen.
Dann erfuhr er von der Serie mit dem Titel Doc, in der es um einen Landarzt aus Montana geht, den es beruflich in ein Krankenhaus in New York City verschlägt. Für vier Staffeln (2001–04) und 88 Episoden stand er vor der Kamera. Seine beiden Töchter Miley und Noah hatten hier ihre ersten Rollen. Danach spielte er in den Filmen Death and Texas und Elvis has left the Building (2004).

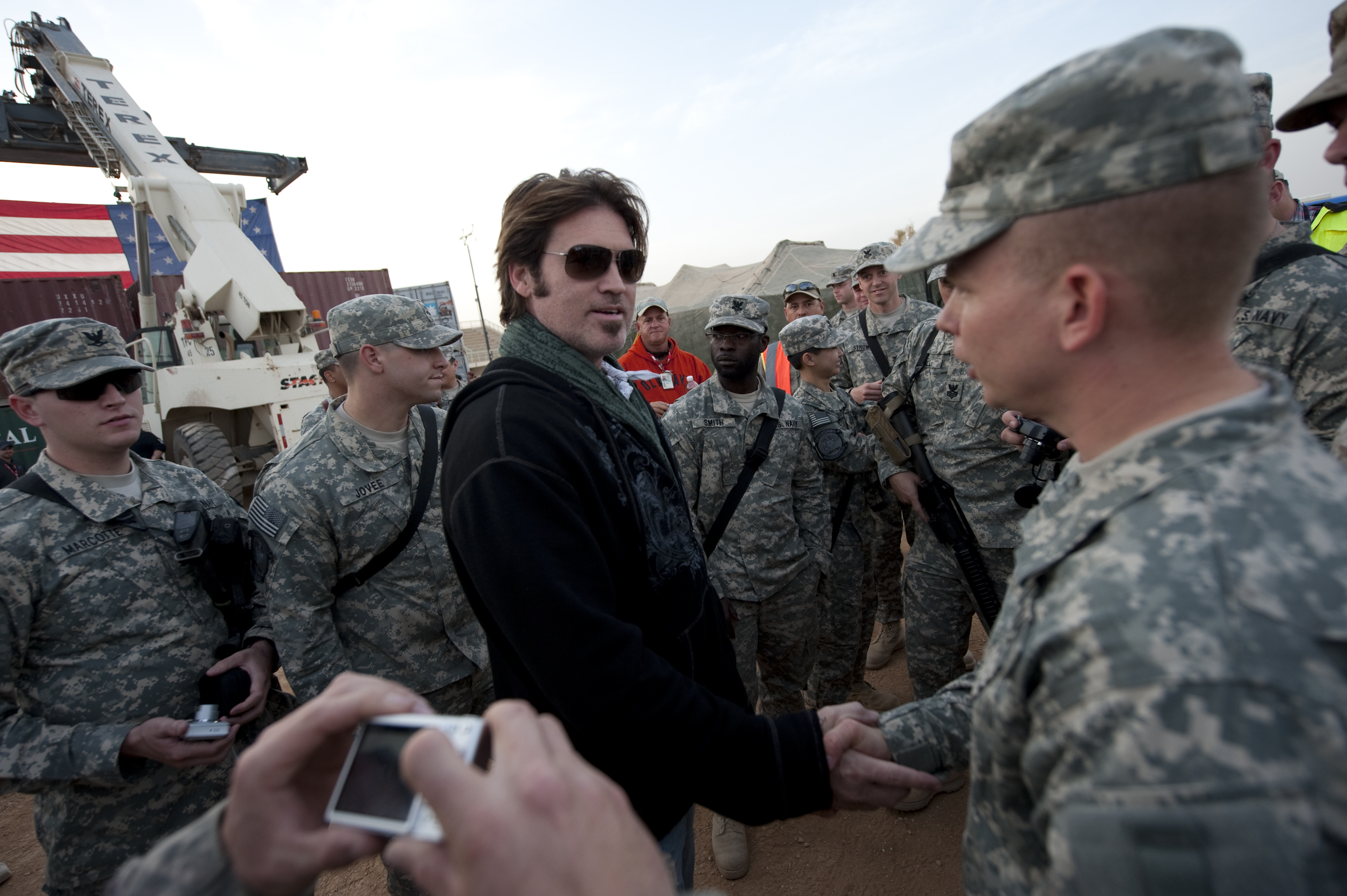
Billy Ray Cyrus beim US-Truppen-Besuch im Irak am 19. Dezember 2009, für die er auch ein Konzert gab.

Von 2006 bis 2011 spielte er in der Serie Hannah Montana den Serienvater seiner Tochter Miley. Außerdem hatte er 2008 im Film Bait Shop (Direct-to-Video) eine Nebenrolle. 2009 hatte er Hauptrollen in Flying By (mit Heather Locklear) und in dem TV-Weihnachtsfilm Christmas in Canaan (Co-Autor Kenny Rogers), auch in dem TV-Film Die Zauberer an Bord mit Hannah Montana war er zu sehen. 2009 spielte er in Hannah Montana – Der Film mit. Anfang 2010 war Cyrus in der größeren Nebenrolle James Colton in Jackie Chans Familien-Actionkomödie Spy Daddy (The Spy Next Door) im Kino. Im November 2011 hatte er eine Gastrolle in der Serie 90210. Im Dezember erschien die Weihnachtsfilm-Fortsetzung Christmas Returns to Canaan.
Im Spätherbst 2012 spielte er sechs Wochen lang die Rolle des Billy Flynn im Musical Chicago am New Yorker Broadway-Theater.

## Diskografie

### Studioalben
| Jahr | Titel                  | Höchstplatzierung, Gesamtwochen, AuszeichnungChartplatzierungen (Jahr, Titel, Platzierungen, Wochen, Auszeichnungen, Anmerkungen) | Höchstplatzierung, Gesamtwochen, AuszeichnungChartplatzierungen (Jahr, Titel, Platzierungen, Wochen, Auszeichnungen, Anmerkungen) | Höchstplatzierung, Gesamtwochen, AuszeichnungChartplatzierungen (Jahr, Titel, Platzierungen, Wochen, Auszeichnungen, Anmerkungen) | Höchstplatzierung, Gesamtwochen, AuszeichnungChartplatzierungen (Jahr, Titel, Platzierungen, Wochen, Auszeichnungen, Anmerkungen) | Höchstplatzierung, Gesamtwochen, AuszeichnungChartplatzierungen (Jahr, Titel, Platzierungen, Wochen, Auszeichnungen, Anmerkungen) | Höchstplatzierung, Gesamtwochen, AuszeichnungChartplatzierungen (Jahr, Titel, Platzierungen, Wochen, Auszeichnungen, Anmerkungen) | Anmerkungen                                             |
| Jahr | Titel                  | DE | AT | CH | UK | US | Country | Anmerkungen                                             |
| ---- | ---------------------- | --- | --- | --- | --- | --- | --- | ------------------------------------------------------- |
| 1992 | Some Gave All          | DE48 (10 Wo.)DE | AT32 (6 Wo.)AT | CH34 (2 Wo.)CH | UK9 Gold · (10 Wo.)UK | US1 ×9Neunfachplatin · (97 Wo.)US                                                                                                 | Country1 (134 Wo.)Country | Erstveröffentlichung: 19. Mai 1992 Verkäufe: 20.000.000 |
| 1993 | It Won’t Be the Last   | — | — | CH27 (4 Wo.)CH | — | US3 Platin · (43 Wo.)US | Country1 (51 Wo.)Country | Erstveröffentlichung: 22. Juni 1993                     |
| 1994 | Storm in the Heartland | — | — | CH40 (3 Wo.)CH | — | US73 Gold · (12 Wo.)US | Country11 (31 Wo.)Country | Erstveröffentlichung: 8. November 1994                  |
| 1996 | Trail of Tears         | — | — | CH50 (1 Wo.)CH | — | US125 (4 Wo.)US | Country20 (20 Wo.)Country | Erstveröffentlichung: 20. August 1996                   |
| 1998 | Shot Full of Love      | — | — | — | — | — | Country32 (32 Wo.)Country | Erstveröffentlichung: 3. November 1998                  |
| 2000 | Southern Rain          | — | — | — | — | US102 (2 Wo.)US | Country13 (32 Wo.)Country | Erstveröffentlichung: 17. Oktober 2000                  |
| 2003 | Time Flies             | — | — | — | — | — | Country56 (7 Wo.)Country | Erstveröffentlichung: 10. Juni 2003                     |
| 2003 | The Other Side         | — | — | — | — | US131 (1 Wo.)US | Country18 (23 Wo.)Country | Erstveröffentlichung: 28. Oktober 2003                  |
| 2006 | Wanna Be Your Joe      | — | — | — | — | US113 (2 Wo.)US | Country24 (8 Wo.)Country | Erstveröffentlichung: 17. Juli 2006                     |
| 2007 | Home at Last           | — | — | — | — | US20 (29 Wo.)US | Country3 (55 Wo.)Country | Erstveröffentlichung: 24. Juli 2007                     |
| 2009 | Back to Tennessee      | — | — | — | — | US41 (4 Wo.)US | Country13 (11 Wo.)Country | Erstveröffentlichung: 7. April 2009                     |
| 2011 | I’m American           | — | — | — | — | US153 (1 Wo.)US | Country24 (7 Wo.)Country | Erstveröffentlichung: 11. Juni 2011                     |
| 2012 | Change My Mind         | — | — | — | — | — | Country38 (2 Wo.)Country | Erstveröffentlichung: 23. Oktober 2012                  |
| 2016 | Thin Line              | — | — | — | — | — | Country49 (1 Wo.)Country | Erstveröffentlichung: 9. September 2016                 |

Weitere Studioalben
- 1994: Heartland Live
- 2017: Set the Record Straight

### Kompilationen
| Jahr | Titel                                                                         | Höchstplatzierung, Gesamtwochen, AuszeichnungChartplatzierungen (Jahr, Titel, Platzierungen, Wochen, Auszeichnungen, Anmerkungen) | Höchstplatzierung, Gesamtwochen, AuszeichnungChartplatzierungen (Jahr, Titel, Platzierungen, Wochen, Auszeichnungen, Anmerkungen) | Höchstplatzierung, Gesamtwochen, AuszeichnungChartplatzierungen (Jahr, Titel, Platzierungen, Wochen, Auszeichnungen, Anmerkungen) | Höchstplatzierung, Gesamtwochen, AuszeichnungChartplatzierungen (Jahr, Titel, Platzierungen, Wochen, Auszeichnungen, Anmerkungen) | Höchstplatzierung, Gesamtwochen, AuszeichnungChartplatzierungen (Jahr, Titel, Platzierungen, Wochen, Auszeichnungen, Anmerkungen) | Höchstplatzierung, Gesamtwochen, AuszeichnungChartplatzierungen (Jahr, Titel, Platzierungen, Wochen, Auszeichnungen, Anmerkungen) | Anmerkungen                           |
| Jahr | Titel                                                                         | DE | AT | CH | UK | US | Country | Anmerkungen                           |
| ---- | ----------------------------------------------------------------------------- | --- | --- | --- | --- | --- | --- | ------------------------------------- |
| 1997 | The Best of Billy Ray Cyrus: Cover to Cover                                   | — | — | — | — | — | Country23 (18 Wo.)Country | Erstveröffentlichung: 24. Juni 1997   |
| 2003 | 20th Century Masters – The Millennium Collection: The Best of Billy Ray Cyrus | — | — | — | — | — | Country59 (13 Wo.)Country | Erstveröffentlichung: 23. März 2003   |
| 2008 | Love Songs                                                                    | — | — | — | — | — | Country63 (1 Wo.)Country | Erstveröffentlichung: 29. Januar 2008 |

Weitere Kompilationen
- 2004: The Definitive Collection
- 2014: The Definitive Collection (2 CDs)

### Singles
| Jahr | Titel Album                                                         | Höchstplatzierung, Gesamtwochen, AuszeichnungChartplatzierungen (Jahr, Titel, Album, Platzierungen, Wochen, Auszeichnungen, Anmerkungen) | Höchstplatzierung, Gesamtwochen, AuszeichnungChartplatzierungen (Jahr, Titel, Album, Platzierungen, Wochen, Auszeichnungen, Anmerkungen) | Höchstplatzierung, Gesamtwochen, AuszeichnungChartplatzierungen (Jahr, Titel, Album, Platzierungen, Wochen, Auszeichnungen, Anmerkungen) | Höchstplatzierung, Gesamtwochen, AuszeichnungChartplatzierungen (Jahr, Titel, Album, Platzierungen, Wochen, Auszeichnungen, Anmerkungen) | Höchstplatzierung, Gesamtwochen, AuszeichnungChartplatzierungen (Jahr, Titel, Album, Platzierungen, Wochen, Auszeichnungen, Anmerkungen) | Höchstplatzierung, Gesamtwochen, AuszeichnungChartplatzierungen (Jahr, Titel, Album, Platzierungen, Wochen, Auszeichnungen, Anmerkungen) | Anmerkungen                                                                                   |
| Jahr | Titel Album                                                         | DE | AT | CH | UK | US | Country | Anmerkungen                                                                                   |
| --- | ------------------------------------------------------------------- | --- | --- | --- | --- | --- | --- | --------------------------------------------------------------------------------------------- |
| 1992 | Achy Breaky Heart Some Gave All                                     | DE27 (25 Wo.)DE | AT6 (12 Wo.)AT | CH22 (11 Wo.)CH | UK3 Silber · (10 Wo.)UK | US4 Platin · (25 Wo.)US | Country1 (20 Wo.)Country | Erstveröffentlichung: 23. März 1992                                                           |
| 1992 | Could’ve Been Me Some Gave All                                      | DE59 (8 Wo.)DE | — | — | UK24 (4 Wo.)UK | US72 (9 Wo.)US | Country2 (20 Wo.)Country | Erstveröffentlichung: 22. Juli 1992                                                           |
| 1992 | Wher’m I Gonna Live? Some Gave All                                  | — | — | — | — | — | Country23 (20 Wo.)Country | Erstveröffentlichung: 17. Oktober 1992                                                        |
| 1992 | These Boots Are Made for Walkin’ Some Gave All                      | — | — | — | UK63 (1 Wo.)UK | — | — | Erstveröffentlichung: 26. November 1992                                                       |
| 1992 | Achy Breaky Heart Chipmunks in Low Places                           | — | — | — | UK53 (3 Wo.)UK | — | — | Alvin & the Chipmunks mit Billy Ray Cyrus                                                     |
| 1993 | She’s Not Cryin’ Anymore Some Gave All                              | — | — | — | — | US70 (9 Wo.)US | Country6 (20 Wo.)Country | Erstveröffentlichung: 23. Januar 1993                                                         |
| 1993 | Some Gave All                                                       | — | — | — | — | — | Country52 (12 Wo.)Country |                                                                                               |
| 1993 | Romeo Slow Dancing with the Moon                                    | — | — | — | — | US50 (14 Wo.)US | Country27 (20 Wo.)Country | Erstveröffentlichung: 25. Januar 1993 Dolly Parton and Friends                                |
| 1993 | In the Heart of a Woman It Won’t Be the Last                        | — | — | — | — | US76 (10 Wo.)US | Country3 (20 Wo.)Country | Erstveröffentlichung: 29. Juni 1993                                                           |
| 1993 | Somebody New It Won’t Be the Last                                   | — | — | — | — | — | Country9 (20 Wo.)Country | Erstveröffentlichung: 28. September 1993                                                      |
| 1994 | Words by Heart It Won’t Be the Last                                 | — | — | — | — | — | Country12 (20 Wo.)Country | Erstveröffentlichung: 24. Januar 1994                                                         |
| 1994 | Talk Some It Won’t Be the Last                                      | — | — | — | — | — | Country63 (2 Wo.)Country | Erstveröffentlichung: 1993                                                                    |
| 1994 | Storm In The Heartland                                              | — | — | — | — | — | Country33 (18 Wo.)Country | Erstveröffentlichung: 22. Oktober 1994                                                        |
| 1995 | Deja Blue Storm In The Heartland                                    | — | — | — | — | — | Country66 (4 Wo.)Country |                                                                                               |
| 1995 | The Fastest Horse in a One Horse Town NASCAR: Runnin’ Wide Open     | — | — | — | — | — | Country75 (1 Wo.)Country |                                                                                               |
| 1996 | Trail of Tears                                                      | — | — | — | — | — | Country69 (5 Wo.)Country |                                                                                               |
| 1997 | Three Little Words Trail of Tears                                   | — | — | — | — | — | Country65 (6 Wo.)Country |                                                                                               |
| 1997 | It’s All the Same to Me The Best of Billy Ray Cyrus: Cover to Cover | — | — | — | — | — | Country19 (20 Wo.)Country | Erstveröffentlichung: 31. Mai 1997                                                            |
| 1998 | Time for Letting Go Shot Full of Love                               | — | — | — | — | — | Country70 (5 Wo.)Country |                                                                                               |
| 1998 | Busy Man Shot Full of Love                                          | — | — | — | — | US46 (17 Wo.)US | Country3 (27 Wo.)Country | Erstveröffentlichung: 25. August 1998                                                         |
| 1999 | Give My Heart To You Shot Full of Love                              | — | — | — | — | — | Country41 (14 Wo.)Country |                                                                                               |
| 2000 | You Won’t Be Lonely Now Southern Rain                               | — | — | — | — | US80 (13 Wo.)US | Country17 (23 Wo.)Country | Erstveröffentlichung: 8. Mai 2000                                                             |
| 2000 | We the People Southern Rain                                         | — | — | — | — | — | Country60 (2 Wo.)Country |                                                                                               |
| 2001 | Burn Down the Trailer Park Southern Rain                            | — | — | — | — | — | Country43 (10 Wo.)Country |                                                                                               |
| 2001 | Crazy ’Bout You Baby Southern Rain                                  | — | — | — | — | — | Country58 (1 Wo.)Country |                                                                                               |
| 2001 | Southern Rain                                                       | — | — | — | — | — | Country45 (10 Wo.)Country |                                                                                               |
| 2003 | Back to Memphis Time Flies                                          | — | — | — | — | — | Country60 (1 Wo.)Country |                                                                                               |
| 2005 | Face of God The Other Side                                          | — | — | — | — | — | Country54 (1 Wo.)Country |                                                                                               |
| 2007 | Ready, Set, Don’t Go Home at Last                                   | — | — | — | — | US37 (23 Wo.)US | Country4 (31 Wo.)Country | Erstveröffentlichung: 13. August 2007 mit Miley Cyrus                                         |
| 2008 | Somebody Said A Prayer Back to Tennessee                            | — | — | — | — | — | Country33 (16 Wo.)Country | Erstveröffentlichung: 16. August 2008                                                         |
| 2009 | Back to Tennessee                                                   | — | — | — | — | — | Country47 (11 Wo.)Country | Erstveröffentlichung: 2. Februar 2009                                                         |
| 2009 | A Good Day Back to Tennessee                                        | — | — | — | — | — | Country59 (2 Wo.)Country |                                                                                               |
| 2011 | Nineteen I’m American                                               | — | — | — | — | — | Country58 (1 Wo.)Country |                                                                                               |
| 2014 | Achy Breaky 2 –                                                     | — | — | — | — | US80 (1 Wo.)US | — | Erstveröffentlichung: 11. Februar 2014 Buck 22 feat. Billy Ray Cyrus                          |
| 2019 | Old Town Road (Remix) 7 EP                                          | — | — | — | — | US1 ×7Diamant + Siebenfachplatin · (45 Wo.)US                                                                                            | — | Erstveröffentlichung: 12. Juli 2019 · Lil Nas X feat. Billy Ray Cyrus; US: Gold (Diplo Remix) |
| Folgende Lieder erschienen nicht als Single, wurden aber durch das Album zum Download und Streaming bereitgestellt und konnten somit eine Platzierung erlangen: |                                                                     | | | | | | |                                                                                               |
| |                                                                     | | | | | | |                                                                                               |
| 2009 | Butterfly Fly Away Back to Tennessee                                | — | — | — | UK78 Silber · (3 Wo.)UK | US56 Platin · (3 Wo.)US | — | Charteinstieg: 25. April 2009 mit Miley Cyrus                                                 |

Weitere Singles
- 1992: When I’m Gone

### Videoalben
- 1992: Billy Ray Cyrus Live
- 1992: Billy Ray Cyrus (US: ×4Vierfachplatin )
- 1992: Achy Breaky Heart
- 1993: Billy Ray Cyrus Live on Tour (US: ×2Doppelplatin )
- 1994: Video Collection (US: Platin)
- 1994: One on One
- 1997: Complete Video Collection
- 2004: 20th Century Masters – The DVD Collection: The Best of Billy Ray Cyrus

## Auszeichnungen für Musikverkäufe
| Goldene Schallplatte - Dänemark - 2023: für die Single Achy Breaky Heart - Kanada - 1994: für das Album Storm In The Heartland Platin-Schallplatte - Australien - 2024: für das Lied Butterfly Fly Away - Dänemark - 1994: für das Album Some Gave All - Kanada - 1994: für das Videoalbum Live - Neuseeland - 1992: für die Single Achy Breaky Heart - Spanien - 2024: für die Single Old Town Road (Remix) 2× Platin-Schallplatte - Australien - 1992: für die Single Achy Breaky Heart - Kanada - 1994: für das Album It Won’t Be The Last - Neuseeland - 1993: für das Album Some Gave All - Norwegen - 2021: für die Single Old Town Road (Remix) | 3× Platin-Schallplatte - Australien - 1992: für das Album Some Gave All 5× Platin-Schallplatte - Kanada - 1992: für das Videoalbum Billy Ray Cyrus Diamantene Schallplatte - Kanada - 1995: für das Album Some Gave All |

Anmerkung: Auszeichnungen in Ländern aus den Charttabellen bzw. Chartboxen sind in ebendiesen zu finden.
| Land/RegionAuszeichnungen für Musikverkäufe (Land/Region, Auszeichnungen, Verkäufe, Quellen) | Silber     | Gold     | Platin       | Diamant     | Verkäufe   | Quellen                   |
| -------------------------------------------------------------------------------------------- | ---------- | -------- | ------------ | ----------- | ---------- | ------------------------- |
| Australien (ARIA)                                                                            | —          | —        | 6× Platin6   | —           | 420.000    | aria.com.au               |
| Dänemark (IFPI)                                                                              | —          | Gold1    | Platin1      | —           | 125.000    | Einzelnachweise           |
| Kanada (MC)                                                                                  | —          | Gold1    | 8× Platin8   | Diamant1    | 1.310.000  | musiccanada.com           |
| Neuseeland (RMNZ)                                                                            | —          | —        | 3× Platin3   | —           | 40.000     | aotearoamusiccharts.co.nz |
| Norwegen (IFPI)                                                                              | —          | —        | 2× Platin2   | —           | 120.000    | ifpi.no                   |
| Spanien (Promusicae)                                                                         | —          | —        | Platin1      | —           | 60.000     | elportaldemusica.es       |
| Vereinigte Staaten (RIAA)                                                                    | —          | 2× Gold2 | 26× Platin26 | Diamant1    | 29.700.000 | riaa.com                  |
| Vereinigtes Königreich (BPI)                                                                 | 2× Silber2 | Gold1    | —            | —           | 500.000    | bpi.co.uk                 |
| Insgesamt                                                                                    | 2× Silber2 | 5× Gold5 | 47× Platin47 | 2× Diamant2 |            |                           |

## Filmografie (Auswahl)
- 1995: Die Nanny (The Nanny, Staffel 2, Gastrolle)
- 1997: Diagnose: Mord (Diagnosis Murder, Staffel 4, Gastrolle)
- 1999: Love Boat (The Love Boat, Staffel 2, Gastrolle)
- 2000: Deadly Contact – Das Geschäft mit dem Tod (Radical Jack)
- 2002: Mulholland Drive – Straße der Finsternis (Mulholland Drive)
- 2001–2004: Doc (Fernsehserie)
- 2004: Death and Texas
- 2004: Elvis Has Left the Building
- 2006–2011: Hannah Montana (Fernsehserie, 95 Folgen)
- 2008: Bait Shop
- 2009: Flying By
- 2009: Hannah Montana – Der Film (Hannah Montana: The Movie)
- 2009: Christmas in Canaan
- 2010: Spy Daddy (The Spy Next Door)
- 2011–2012: 90210 (Gastrolle, 2 Folgen)[19]
- 2011: Weihnachten voller Hoffnung (Christmas Comes Home to Canaan)
- 2014: Sharknado 2 (Sharknado 2: The Second One, Fernsehfilm)
- 2016–2017: Still the King (Fernsehserie, 26 Folgen)

## Künstlerauszeichnungen
- 1992: CMA: Single of the Year
- 1993: American Music Awards: Favorite Single
- 1993: American Music Awards: Favorite New Artist
- 1997: TNN/Music City News: Single of the Year
- 1998: TNN/Music City News: Video of the Year
- 1998: TNN/Music City News: Single of the Year
- 1998: TNN/Music City News: Male Artist of the Year
- 1998: TNN/Music City News: Album of the Year
- 2005: MovieGuide Awards: Nominiert Am meisten Inspirierende Fernsehschauspiel in Doc
- 2011: Goldene Himbeere: Nominiert Schlechtester Nebendarsteller in Spy Daddy

Gewonnen
- 2009: Teen Choice Awards: Choice TV Parental Unit in Hannah Montana
- 2010: Goldene Himbeere: Schlechtester Nebendarsteller in Hannah Montana – Der Film